# Panzeria occidentalis
Panzeria occidentalis är en tvåvingeart som först beskrevs av Brooks 1943.  Panzeria occidentalis ingår i släktet Panzeria och familjen parasitflugor.
Artens utbredningsområde är British Columbia. Inga underarter finns listade i Catalogue of Life.